# Malva nicaeensis
Malva nicaeensis es una especie de planta herbácea del género Malva, dentro de la familia Malvaceae, se encuentra localizada en el extremo occidental europeo, en la región del Mediterráneo.

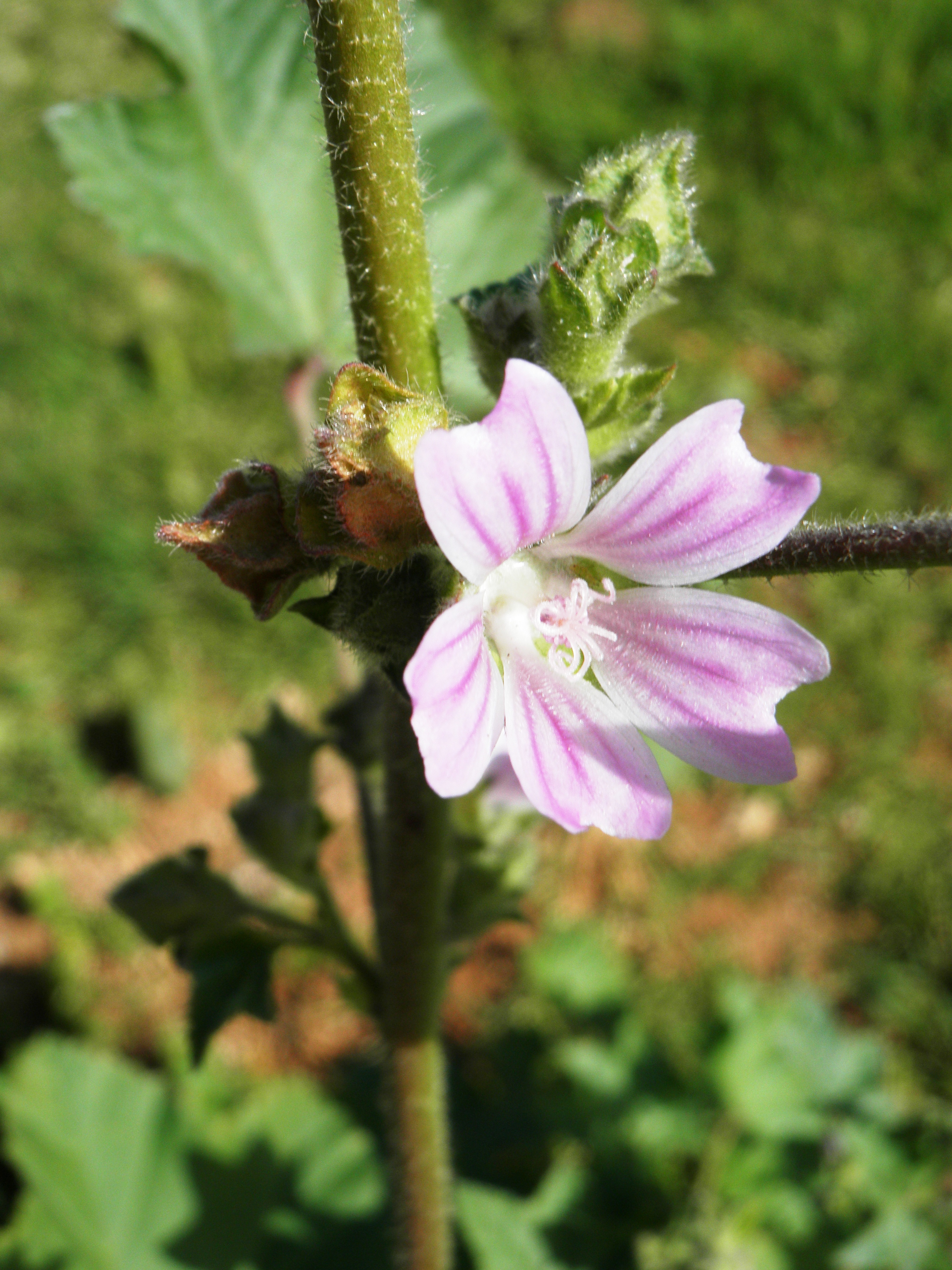
Detalle de la flor

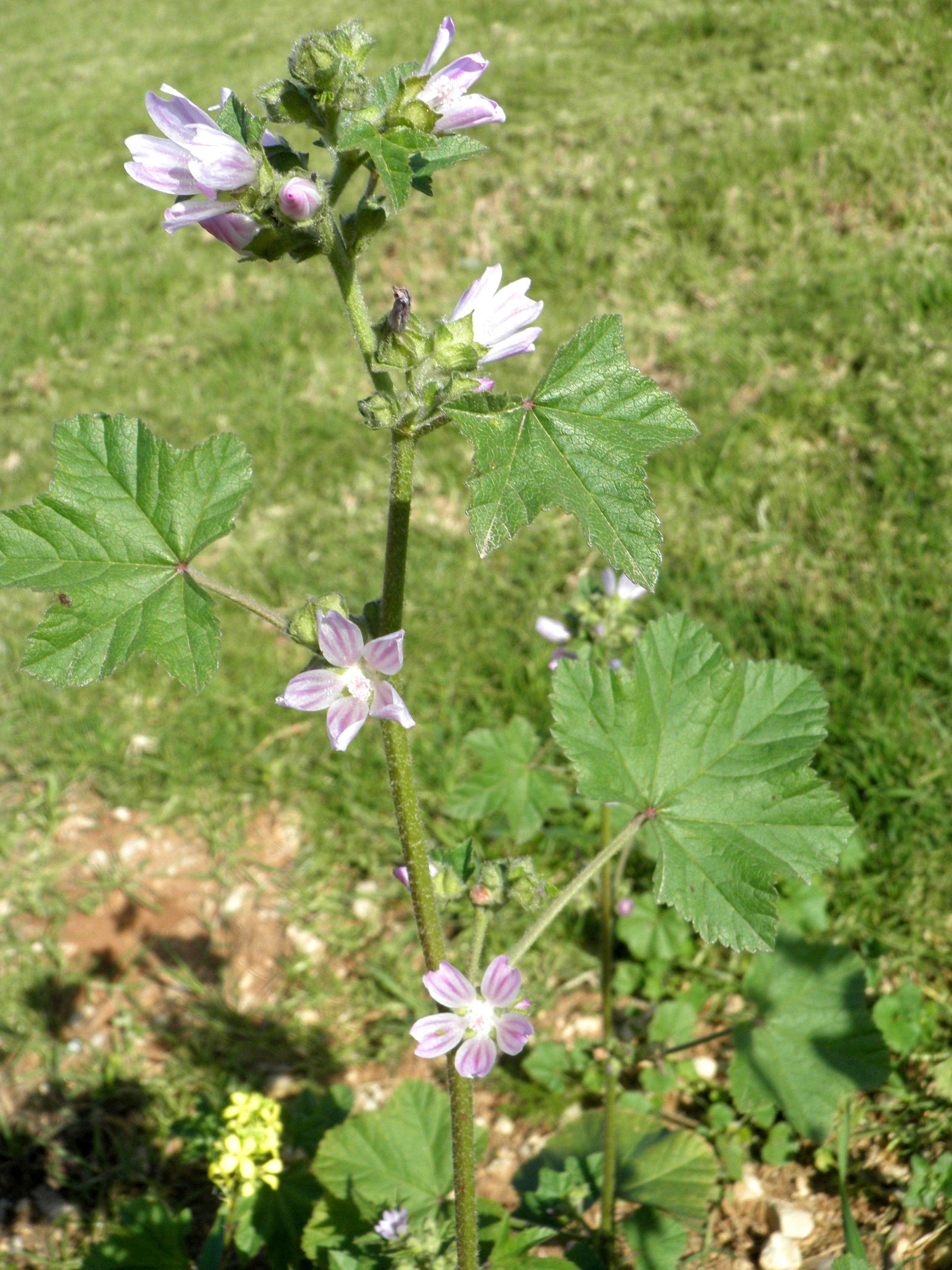
Vista de la planta

## Descripción
Es una pequeña malvácea que vive en zonas perturbadas. Por las hojas se podría confundir con otras especies de esta familia que viven en los mismos hábitats. Se identifica por el tamaño de las flores que son mucho más pequeñas que en Lavatera cretica, que tiene un color de la flor parecido. Por otro lado, Malva parviflora, todavía tiene las flores más pequeñas y con los pétalos más cortos que los sépalos; por el contrario, los pétalos de Malva nicaeensis son claramente más grandes que los sépalos. La floración se produce durante la primavera.

## Distribución
Se distribuye por la región mediterránea. En la península ibérica se encuentra en Barcelona, Gerona, Islas Baleares, Tarragona y Región de Murcia.

## Hábitat
Se encuentra en los márgenes de campos y caminos. Es ruderal y hemicriptófito, terófito. 

## Taxonomía
Malva nicaeensis fue descrita por Carlo Allioni y publicado en Flora Pedemontana 2: 40. 1785.
Etimología
Malva: nombre genérico que deriva del Latín malva, -ae, vocablo empleado en la Antigua Roma para diversos tipos de malvas, principalmente la malva común (Malva sylvestris), pero también el "malvavisco" o "altea" (Althaea officinalis) y la "malva arbórea" (Lavatera arborea). Ampliamente descritas, con sus numerosas virtudes y propiedades, por Plinio el Viejo en su Historia naturalis (20, LXXXIV).
nicaeensis: epíteto latino que significa "de Niza (antes Nicea Maritima) en Francia; Iznik (antigua Nicea), Turquía.'"
Citología:
Números cromosomáticos de Malva nicaeensis  (Fam. Malvaceae) y táxones infraespecificos: 2n=42.
Basónimo
- Malva nicaeensis All., publicado en Fl. Pedem. 2: 40 (1785)

Sinonimia
- Malva nicaeensis var. littoralis Merino, Fl. Galicia 1: 259 (1905)
- Malva montana auct. , non Forssk.[6]
- Malva arvensis J.Presl & C.Presl